# Tabaluga tivi
Tabaluga tivi war eine Unterhaltungs- und Spielshow für Kinder zwischen sechs und zwölf Jahren. Die Moderatoren Tom Lehel und Simone Reuthal führten gemeinsam mit Tabaluga dem Drachen, Happy der Schneehäsin, dem Schneemann Arktos und James, dem stummen Pinguin-Butler, durch die Sendung.
Die letzte Ausgabe von Tabaluga tivi besiegelte die Figur Tabaluga mit folgendem Zitat von Erich Kästner: „Nur wer erwachsen wird und ein Kind bleibt, ist ein Mensch.“

## Beschreibung
Im Zentrum der Sendung standen Spiele. Zwei Teams in den Farben Gelb und Rot, bestehend aus jeweils zwei Kindern, traten in fünf Spielrunden (bis 2003: drei Spielrunden) gegeneinander an. Aktions-, Geschicklichkeits- und Wissensspiele wechselten sich dabei ab. Die vier Kandidaten sammelten während der Spielrunden Glückspunkte (ab 2003), die am Ende der Sendung in einen Geldbetrag umgewandelt und einem guten Zweck gespendet wurden. Das Spendenziel haben die Kinder vorher selbst bestimmt. Von 1997 bis 2003 spielten die Kandidaten um den Goldenen Tabaluga und um Geld für die Klassenkasse.
Seit Sendestart am 4. Oktober 1997 war das finale „Arktos-Super-Spiel“ fester Bestandteil der Sendung. Dabei galt es, sich einen durch Lichtpunkte auf dem Boden vorgegebenen Weg zu merken, nachdem die Markierung erloschen war. Jahrelang gab es in der ersten Spielrunde das Sekundenquiz. Dieses wurde 2003 von der Freundschaftsbox abgelöst, welche 2008 durch Wortball abgelöst worden ist. Neben den Spielrunden beinhaltete Tabaluga tivi außerdem Info-Filme, das Comedy-Format Ein tierisch tolles Haus und Musik-Acts im Studio.
Bis 2006 wurden zwei Serien im Laufe der Sendung ausgestrahlt:
- Tabaluga (Zeichentrickserie)
- Flipper & Lopaka
- Ocean Girl
- Spellbinder – Gefangen in der Vergangenheit
- Spellbinder – Im Land des Drachenkaisers
- Eine lausige Hexe (Fernsehserie, 1998)

Die Sendung wurde im Auftrag des ZDFtivi von der Münchener Produktionsfirma MingaMedia produziert und in den Bavaria Studios in Unterföhring bei München aufgezeichnet. Am 13. Oktober 2007 feierte die Sendung das zehnjährige Jubiläum der Show mit einer großen Sondersendung, zu der auch Tabaluga-Miterfinder Peter Maffay eingeladen war.
Im Jahr 2007 wurde die 500. Folge ausgestrahlt. Seit dem 13. Oktober 2007 sendete Tabaluga tivi im 16:9-Format.
Über die Jahre hatte sich das Studio immer wieder verändert. Zwischen 1997 und 2000 gab es das sogenannte Grünlandstudio. Anschließend wurde es in ein rot-schwarzes Studio umgebaut. Dieses Studio besaß auch weiterhin das Eisschollenfeld. Es wurde auch eine Sitzcouch eingebunden, welche jedoch im Jahr 2003 wieder abgeschafft wurde. Im Jahr 2008 wurde das Studio wiederum zu einem modernen Studio umgebaut. Ein neues Element im Studio war die sogenannte „Kommandobrücke“, auf der die Studiotechniker Platz fanden.
Am 15. Februar 2011 wurde bekanntgegeben, dass die Show nach 652 Ausgaben in 14 Jahren zu Ende gehen soll. Am 7. Mai 2011 wurde Tabaluga tivi vorerst aus Kostengründen eingestellt, um den „Raum für neue und innovative Unterhaltungsformate“ zu erschaffen, aber Tabaluga blieb dem ZDF-Kinderprogramm erhalten: Im selben Jahr produzierte das ZDF die Sendereihe Der goldene Tabaluga – Auf die Plätze, helfen, los!, in der soziale Projekte von Jugendlichen begleitet wurden (Ausstrahlung: 14. bis 25. November 2011 bei KiKA).
Seit 2013 taucht der goldene Tabaluga jährlich als Fortsetzung in einer Sendereihe auf, die für KiKA produziert wird:
- Wir rocken Barcelona – Der goldene Tabaluga 2013 (21. bis 31. Oktober 2013)
- Take-off: Der goldene Tabaluga 2014 (3. bis 13. November 2014)
- Held ohne Geld – Der goldene Tabaluga 2015 (5. bis 15. Oktober 2015)
- Die Klimaretter – Wer spart, gewinnt! – Der goldene Tabaluga 2016 (12. bis 22. September 2016)
- Stadt, Land, Bus – Der goldene Tabaluga 2017 (6. bis 16. November 2017)
- Digiclash: Der Generationen-Contest (10. bis 20. September 2018)

Vom 1. bis zum 24. Dezember 2015 wurden im Tabaluga Adventskalender, der bei KiKA ausgestrahlt wurde, Menschen vorgestellt, die anderen durch ihren besonderen Einsatz geholfen haben und dafür mit dem goldenen Tabaluga ausgezeichnet wurden. Das Konzept ist dabei das gleiche wie bei der damaligen Tabaluga tivi-Rubrik „Das verschenkte Glück“ (s. u.).

## Moderation
| Moderator         | Zeitraum |
| ----------------- | --- |
| Marco Ströhlein   | 4. Oktober 1997 bis 20. Februar 1999 (72 Folgen)                                                                               |
| Anke Kortemeier   | 4. Oktober 1997 bis 29. August 1998 (48 Folgen) 27. Februar 1999 bis 10. April 1999 (6 Folgen)                                 |
| Anika Böcher      | 5. September 1998 bis 5. August 2000 (98 Folgen)                                                                               |
| Alex Huber        | 17. April 1999 bis 5. August 2000 (66 Folgen)                                                                                  |
| Peter G. Dirmeier | 2. September 2000 bis 20. September 2003 (151 Folgen)                                                                          |
| Tom Lehel         | 2. September 2000 bis 3. September 2005 (Außenreporter, 247 Folgen) 10. September 2005 bis 7. Mai 2011 (Moderator, 254 Folgen) |
| Simone Reuthal    | 27. September 2003 bis 3. September 2005 (Moderatorin, 95 Folgen) 13. Mai 2006 bis 7. Mai 2011 (Außenreporterin, 221 Folgen)   |

## Sendeplatz
Die Premiere für Tabaluga tivi war am 4. Oktober 1997 und lief samstagnachmittags erst einmal um 13:30 Uhr, dann um 14:00 Uhr und im Jahr 2000 wurde die Sendung auf den späteren Vormittag verlegt, weil von 2006 bis 2007 sie auf 65 Minuten gekürzt und auf den frühen Morgen um 7:20 Uhr verlegt war. Von 2008 bis 2011 wurde sie auf 45 Minuten gekürzt und erst um 7:15 Uhr, dann um 6:50 Uhr und bis zum 7. Mai 2011 um 6:25 Uhr ausgestrahlt. Die Sendung wurde im KiKA sonntags um 15:30 Uhr, dann um 15:00 Uhr und zuletzt um 10:45 Uhr wiederholt.

## Das verschenkte Glück (2003 bis 2011)
In der Beitragsreihe Das verschenkte Glück präsentierte Tabaluga tivi Menschen, die anderen durch einen besonderen Einsatz geholfen und ihnen so Glück geschenkt haben. Die Geschichten dieser Menschen wurden in der Sendung mit einem Film vorgestellt, und die Glücksbringer mit dem Goldenen Tabaluga ausgezeichnet.

## Arktos’ unheimlich böse Aufgabe (2000 bis 2011)
In jeder Sendung versuchte der Außenmoderator Tom Lehel (von 2000 bis 2006) bzw. die Außenmoderatorin Simone Reuthal (von 2006 bis 2011) innerhalb von 90 Sekunden eine von Arktos gestellte Aufgabe zu lösen. Unterstützung bekamen sie dabei häufig von Passanten oder Mitwirkenden vor Ort. Gelang es dem Moderator, die Aufgabe zu lösen, erhielt das Siegerteam einen Bonuspunkt für das Arktos-Super-Spiel am Ende der Sendung.

## Ein tierisch tolles Haus (2003 bis 2011)
Die Sitcom drehte sich rund um die nicht ganz alltäglichen Erlebnisse der Wohngemeinschaft, in der Moderator Tom, Tabaluga, Happy, Arktos und James gemeinsam wohnten. Dazu gab es Gastauftritte von Prominenten wie z. B. Dirk Bach, Bernhard Hoëcker oder Hans-Werner Olm.

## Drachenstark (1997 bis 2011)
In die Kategorie Drachenstark fielen die filmischen Beiträge und Reihen mit Informations- und Service-Charakter. In der Reihe „Sport mit Simone“ stellte die Außenmoderatorin verschiedene Sportarten wie Fechten oder Karate vor und testete diese auch selbst aus. In anderen Themenreihen präsentierten Kinder die Berufe ihrer Eltern, erfuhr man Wissenswertes über die traditionellen Feste verschiedener Kulturen oder zu unterschiedlichen Religionen.
Weiterer Bestandteil der Sendung waren Musik-Acts und Auftritte von Studiogästen, wie beispielsweise der DSDS-Gewinner Alexander Klaws oder die Band Banaroo, die 2006 für den Echo nominiert waren.

## Tabaluga-Abenteuer-Team (2009 bis 2010)
Im Frühjahr 2009 suchte Tabaluga tivi vier junge Abenteurer, die sich auf einer geheimnisvollen Insel große Herausforderungen stellen wollten. Aus über 600 Bewerbungen wurden jeweils vier Kandidaten in den Kategorien „Denker“, „Tüftler“, „Sportler“ und „Pfadfinder“ ausgewählt. In Vorrunden kämpften diese um einen Platz im Abenteuer-Team. Abenteuercoach Jogi Brischke stellte den Kandidaten Aufgaben, wobei sie zwei alleine bewältigen mussten und eine im Team. Dann suchten sich Simone Reuthal und Jogi Brischke zwei Kandidaten für das Finale aus. Im Finale mussten sie eine oder zwei Aufgaben bewältigen. Dann wurde bestimmt, wer von den beiden auf die geheimnisvolle Insel durfte. Das Finale, das auf einer geheimnisvolle Insel spielte, wurde am 18. April 2009 ausgestrahlt. Am 17. Juli 2010 begann die zweite Staffel des Tabaluga-Abenteuer-Teams. Dieses Mal spielte das Finale in der süd-englischen Kleinstadt Rye und wurde am 21. August 2010 ausgestrahlt.

## Sketche mit Tabaluga und den Moderatoren (1997 bis 2000)
In Form von Sketchen lernte Tabaluga in den Jahren 1997 bis 2000 die Eigenschaften des Menschen. Mit den Moderatoren Anke und Marco, Marco und Annika, Annika und Anke und Annika und Alex gab es Sketche, die man als Vorgänger des tierisch tollen Hauses betrachten konnte.

## Tabaluga tivi online
Der Online-Auftritt von Tabaluga tivi bot Informationen rund um die Sendung, Online-Spiele und Fotogeschichten. Weitere interaktive Elemente der Website waren die elektronischen Postkarten, Ausmalbilder, Hintergrundbilder oder das Zuschauer-Gewinnspiel. Außerdem bot die Website viele Videos an, zum Beispiel zur jeweils letzten Folge der Fernsehsendung und auch einzelnen Beiträgen wie „Das tierisch tolle Haus“ oder „Sport mit Simone“.

## 4 gegen Arktos (2010)

Logo von 4 gegen Arktos

Vom 8. Mai 2010 an startete in ZDFtivi die neue Familienshow bei Tabaluga tivi 4 gegen Arktos. Sie wurde von Simone Reuthal moderiert. Protagonist war Arktos, der finstere Schneemann und Erzfeind von Tabaluga. Eine vierköpfige Familie musste in fünf Spielrunden so viele Sekunden wie möglich für das Arktos-Super-Spiel sammeln. Dabei gab es Aktionsspiele, ein Einschätzungsspiel und ein Quizspiel über die gezeigte Folge des tierisch tollen Hauses. Zudem mussten die Familien schon im Vorfeld der Sendung drei unheimlich böse Aufgaben lösen, bei denen sie ebenfalls Bonussekunden sammeln konnten. Das Arktos-Super-Spiel wurde durch fünf so genannte „Quelixe“ erschwert, von denen drei in den Spielrunden weggespielt werden konnten. Der „Strobo-Schocker“ erzeugte einen Stroboskopeffekt während des Spiels. Der „Weg fatal“ zeigte den Weg rückwärts an. „Disco-Flacker“ erzeugte Lichteffekte auf dem Eisschollenfeld. Durch „Super-Smog“ wurde Bodennebel erzeugt. Bei der „Schnee-Attacke“ beschoss Arktos die Kandidaten mit Kunstschnee. Bei einem Sieg gewannen die Familien einen Geldpreis in Höhe von 2.500 Euro. Als Trostpreis gab es einen Eisdielenbesuch in Höhe von 100 Euro. Im Jahr 2011 wurden keine neuen Folgen für die Show produziert.

## Technik
Die Charaktere Tabaluga und Arktos wurden mit sogenannten Ganzkörperfiguren realisiert.
Diese stellten im Grunde eine Kombination der für Maskottchen üblichen Kostüme (Walking-Acts) und der sogenannten „Animatronic“ dar. In den Kostümen steckten zwei Schauspieler, die für die Gestik der Figuren verantwortlich waren. Die Mimik wurde über eine komplizierte Mechanik im Inneren der Köpfe erzeugt. Gesteuert wurde die Mimik über eine Fernsteuerung durch die beiden Sprecher der Figuren, die außerhalb des Sets standen (später waren sie auf der sogenannten Kommandozentrale manchmal auch zu sehen).
Arktos wurde von Ron Bergmann, dem Chefautor der Sendung gesprochen und gesteuert, während Tabaluga die Stimme zunächst von Björn Schalla, dem Tabaluga-Sprecher der ersten Staffel der Zeichentrick-Serie von 1997, und später von Robert Rebele geliehen bekam, der auch alle Figuren gestaltet und entwickelt hatte.
Happy war eine Klappmaulpuppe, deren Technik den Muppets ähnelte, James wurde durch den Pantomimen Sebastian Derksen dargestellt.